# Eutelia diapera
Eutelia diapera är en fjärilsart som beskrevs av George Francis Hampson 1902. Eutelia diapera ingår i släktet Eutelia och familjen nattflyn. Inga underarter finns listade i Catalogue of Life.